# Dow Ber Meisels

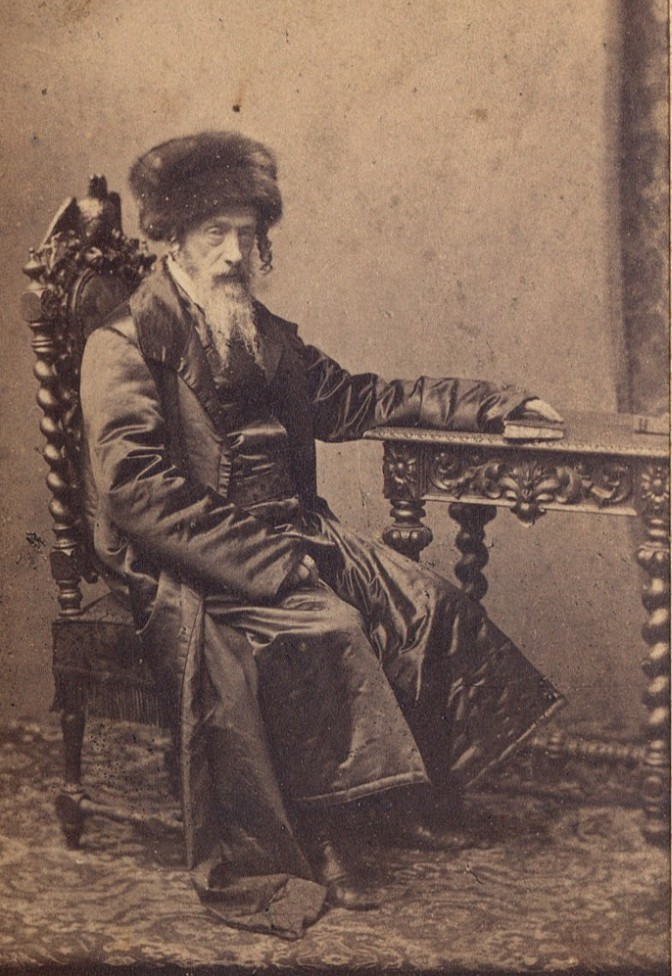
1861 portret van Rabbi Meisels door Karol Beyer

Dow Ber Meisels (1798 - 17 maart 1870) was opperrabbijn van Krakau vanaf 1832 en vanaf 1856 opperrabbijn van Warschau. Hij was een politiek activist tijdens de Poolse Delingen. Hij sprak zich uit voor Pools-joodse samenwerking en steunde de zaak van de Poolse onafhankelijkheid. Hiervoor werd hij door het Russisch bestuur vervolgd.

## Biografie
Dow Ber Meisels was de zoon van Isaac in de Silezische stad Szczekociny. Zijn familie was evenwel afkomstig uit de Joodse gemeenschap van Krakau.Tijdens zijn jeugd woonde hij ook enige tijd in Kamjanets-Podilsky, toen zijn vader daar rabbijn was. Na zijn huwelijk met de dochter van de rijke Solomon Bornstein uit Wieliczka, vestigde hij zich als bankier en rabbijn in Krakau. Hij steunde het Poolse onafhankelijkheidsstreven, onder andere door opstandelingen ten tijde van de Novemberopstand van wapens te voorzien. In 1832 werd hij opperrabbijn van Krakau, al werd hij als dusdanig niet door de gehele gemeenschap erkend: een belangrijke groep steunde de tegenkandidaat Saul Landau. Hij bleef er 24 jaar.
Meisels toonde altijd een grote betrokkenheid bij het burgerlijk leven in zijn stad, en ten tijde van de Opstand van Krakau (1846) werd hij verkozen als een van de 12 senatoren van de stadsraad. In 1848 werd hij verkozen - met de hulp van katholieke stemmen - om de stad te vertegenwoordigen in de eerste Rijksraad van Oostenrijk, waar hij de kant van de radicalen koos. Toen de voorzitter zijn verbazing uitdrukte om hem aan de "linkse" zijde aan te treffen zou hij geantwoord hebben: "Juden haben keine Rechte" ("Joden hebben geen rechten")
In 1856 werd Meisels opperrabbijn van Warschau (in het door Rusland bestuurde deel van Polen), waar hij snel het respect en het vertrouwen van de bevolking kreeg. In 1861, tijdens de onlusten die voorafgingen aan de Januariopstand van 1863, deed hij er alles aan om de Joden te overtuigen om de Poolse zaak te steunen. Zo vergezelde hij de Aartsbisschop van Warschau bij de begrafenis van de eerste slachtoffers van de onlusten. Later werd hij door de Russische vice-regent aangeduid om te zetelen in de voorlopige gemeenteraad van Warschau, maar hij bleef trouw aan het Pools patriottisme. Hierdoor verbeterde de relatie tussen de Poolse en de Joodse gemeenschap, wat de veiligheid van de joodse bevolking bevorderde.
In 1861 werd hij gearresteerd door de Russen, omwille van zijn steun aan de betogers, en verbannen uit de stad. Men stelde hem voor om zich in Londen te vestigen, maar in 1862 werd zijn terugkeer toegelaten, maar in 1863 werd hij opnieuw verbannen door de Russen, wegens steun aan de Januariopstand. Na zijn terugkeer werd hij permanent gecontroleerd door het Russisch bestuur.
Hij overleed op 17 maart 1870. Zijn begrafenis werd een grote Pools-Joodse, anti-Russische demonstratie.
Een van zijn zonen, Israel Meisels, werd rabbijn in Siedlce van 1858 tot 1867.